# Kagulu (langue)
Pour les articles homonymes, voir Kagulu et kki.
Le kagulu, ou kaguru, est une langue bantoue parlée en Tanzanie par la population kaguru.

## Écriture
| a  | b  | ch | d   | e  | f    | g  | h | i | j | k  | l | m | mb | mh | n |
| nd | nj | nh | ng’ | ng | ng’h | ny | o | p | s | sh | t | u | w  | y  |   |